# バギー (自動車)
バギー (Buggy) は、オフロード走行が可能で、車体部分が少ない、軽量の自動車を指す一般的な用語。キットカーとして製造されるものや、自作によるものも多い。

## 歴史
もともとこの言葉は、1人ないし2人乗りの軽装馬車 (Horse and buggy. バギー (馬車) を参照) を指したが、後に軽量の自動車も、普及するに従って、こう呼ばれるようになった。自動車の洗練が進むと、しばらくの間この言葉は使われなくなったが、その後また、オフロードに特化した自動車を指す表現として復活した。

## 様々な類型
- en:Bennett buggy - 大不況時代のカナダで、馬で曵くように改装された自動車を指した
- バギーカー - 全地形対応車(en:Dune buggy)
- サイド・バイ・サイド・ビークル（UTV、SxS）
- en:Baja Bug
- LRV (月面車) - 「Moon buggy」と通称
- サンドレイル (en:Sandrail) - バギーカーの変種
- en:Swamp buggy